# Ludolf de Jongh
Ludolf o Leuff o Lieve Leendertszoon de Jongh, o Jong (Rotterdam nel sobborgo di Overschie, 1616 – Rotterdam nel sobborgo di Hillegersberg, 1679), è stato un pittore olandese del secolo d'oro, noto per la sua ecletticità.

## Biografia

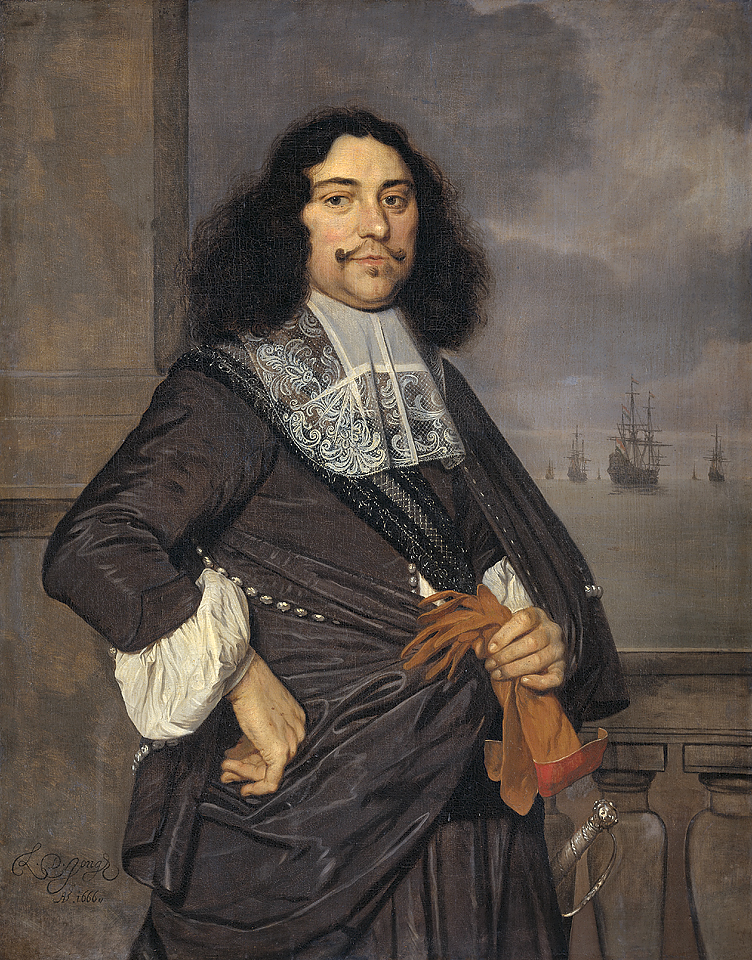
Ritratto di Jan van Nes vice ammiraglio d'Olanda e Frisia Occidentale (1666)

Era figlio di Annetje Leuven e di Leendert Leendertszoon de Jongh, calzolaio e dal 1647 oste a Rotterdam e aveva tre fratelli e una sorella, Teuntje, che sposò Isaac Sheppard.
Secondo Descamps, suo padre desiderava che Ludolf continuasse la sua professione, ma questi, dopo una punizione eccessiva subita per aver rovinato delle scarpe, decise di cambiare mestiere. Data la sua naturale disposizione per l'arte, si dedicò alla pittura.
In accordo con Houbraken, studiò presso Cornelis Saftleven a Rotterdam, Anthonie Palamedes a Delft e infine Jan van Bijlert a Utrecht.
Nel 1635 si recò in Francia con Francis Bacon per proseguire negli studi e vi rimase per sette anni. Soggiornò in particolare a Parigi, finché il padre non lo richiamò in patria per la condizione non buona della madre.
Ritornato a Rotterdam, il 28 gennaio 1646 sposò Adriana Montagne di Schoonhoven, la cui sorella Gertrude aveva sposato il pittore Dirck Wijntrack e che apparteneva ad una famiglia altolocata.
Nel febbraio 1647 sua madre morì e fu sepolta in Prinsenkerk. Il 28 dicembre dello stesso anno Ludolf divenne custode dei figli minorenni.
Il 12 agosto 1652, de Jongh, per l'influenza del suocero, fu nominato ufficiale della Schutterij. Nello stesso anno trovò casa in Hoogstrat, prendendo in prestito denaro dal sindaco e in seguito tramite ipoteche stipulate con le signore Van Zoelen.
Divenne un pittore ritrattista di successo e accumulò ricchezze.
Il 19 gennaio 1670 morì il padre.

## Profilo artistico
I primi dipinti noti di quest'autore, ritratti e pitture di genere, datano all'incirca il 1642, dopo il suo ritorno a Rotterdam. Essi mostrano l'influenza di Anthonie Palamedes.
Le opere successive, eseguite poco prima del 1650 e rappresentanti soggetti di genere e scene di caccia, rivelano somiglianze con lo stile di Jan van Bijlert e altri pittori di Utrecht, specialmente Jacob Duck e Dirck Stoop (Caravaggisti di Utrecht).
Nel decennio relativo al 1650, de Jongh raggiunse probabilmente una posizione elevata fra i pittori di Rotterdam. Utilizzando le tecniche più innovative del periodo, in particolare il chiaroscuro, raggiunse una maggior espressività nella ritrattistica. Le sue opere influenzarono il giovane Pieter de Hooch.
A partire dal 1660, iniziò a ridurre la produzione di dipinti, probabilmente a causa delle sue iniziative imprenditoriali, dei suoi doveri di ufficiale della milizia di Rotterdam e del suo lavoro di sceriffo a Hillegersberg.
Mentre la maggior parte dei pittori dell'epoca tendeva a specializzarsi in particolari branche della pittura, de Jongh fu estremamente versatile e si cimentò in più generi: ritratti, pitture di genere, rappresentanti sia scene domestiche che di vita militare, paesaggi con scene di caccia e soggetti storici.
Proprio a causa dell'ampia varietà di generi di pittura, per l'abitudine di non firmare le sue opere e per la modificazione del suo stile in risposta ai cambiamenti in atto nell'arte olandese, i suoi dipinti risultano di difficile o errata attribuzione.
Collaborò con Abraham Hondius.

## Opere
- Ritratto di Maria Gerritsdr. Vermeij, 1643[6]
- Ritratto di un ragazzo in abito grigio con cane, olio su tela, 148,6 x 120,7 cm, 1648[7]
- Ritratto di ufficiale in giacca gialla e fusciacca arancio con frustino, olio su tela, 102,6 x 84,4 cm, 1650-1659[8]
- Paying the Hostess, olio su tela, 66 x 63 cm, 1650-1655, Collezione privata[9]
- Ritratto di Willem de Swaen, 1652[10]
- Veduta del Prinsessegracht a L'Aia, dove si trovava la Confrerie Pictura, olio su pannello, 1660 c., Haags Historisch Museum, L'Aia[11]
- Ritratto di Petrus Purmerent, incisione di Reinier van Persijn da Ludolf de Jongh, 1663[12]
- Donna che riceve una lettera, olio su tela, 60 x 72 cm, 1663-1665, Collezione privata[13]
- Gruppo di cacciatori, olio su tela, 69,2 × 82,6 cm, 1665-1670, Detroit Institute of Arts, Detroit[14]
- Ritratto di Jan van Nes vice ammiraglio d'Olanda e Frisia Occidentale, olio su pannello, 111,5 × 88,5 cm, 1666, Rijksmuseum, Amsterdam[15]
- Ritratto di Aletta van Ravensberg, moglie di Jan van Nes, olio su tela, 111,5 × 88,5 cm, firmato J.D.jongh f.1668, 1668, Rijksmuseum, Amsterdam[16]
- Veduta di Rotterdam con la torre della Chiesa di San Lorenzo, olio su pannello, 93 × 111 cm, Museo Boijmans Van Beuningen, Rotterdam[17]